# Mojmír Opletal
RNDr. Mojmír Opletal CSc. (* 22. dubna 1941, Prostějov) je český geolog.

## Životopis
Vystudoval geologii na přírodovědecké fakultě University Karlovy. Pracoval 44 let v České geologické službě jako vedoucí řady projektů pro geologické mapování.
V letech 1985–2000 byl hlavním redaktorem geologického mapování pro celou Českou republiku. Pracoval především na Šluknovsku, v Orlických horách a Jeseníkách, kde celkem geologicky zmapoval ca 3000 km².
Byl členem geologických expedicí v Iráku – Kurdistánu a Západní poušti, Vietnamu, Nikaragui, Salvadoru a Íránu. V těchto zemích zmapoval ca 10 000 km². Obě uvedené rozlohy jsou pravděpodobně českými rekordy.
Je autorem, či spoluautorem přes 200 tištěných map a publikací, a stejného množství archivních map a zpráv.
Má syny Aleše, Tomáše a Michala alias Oriona – známého rapera z formace PSH.